# Immagine

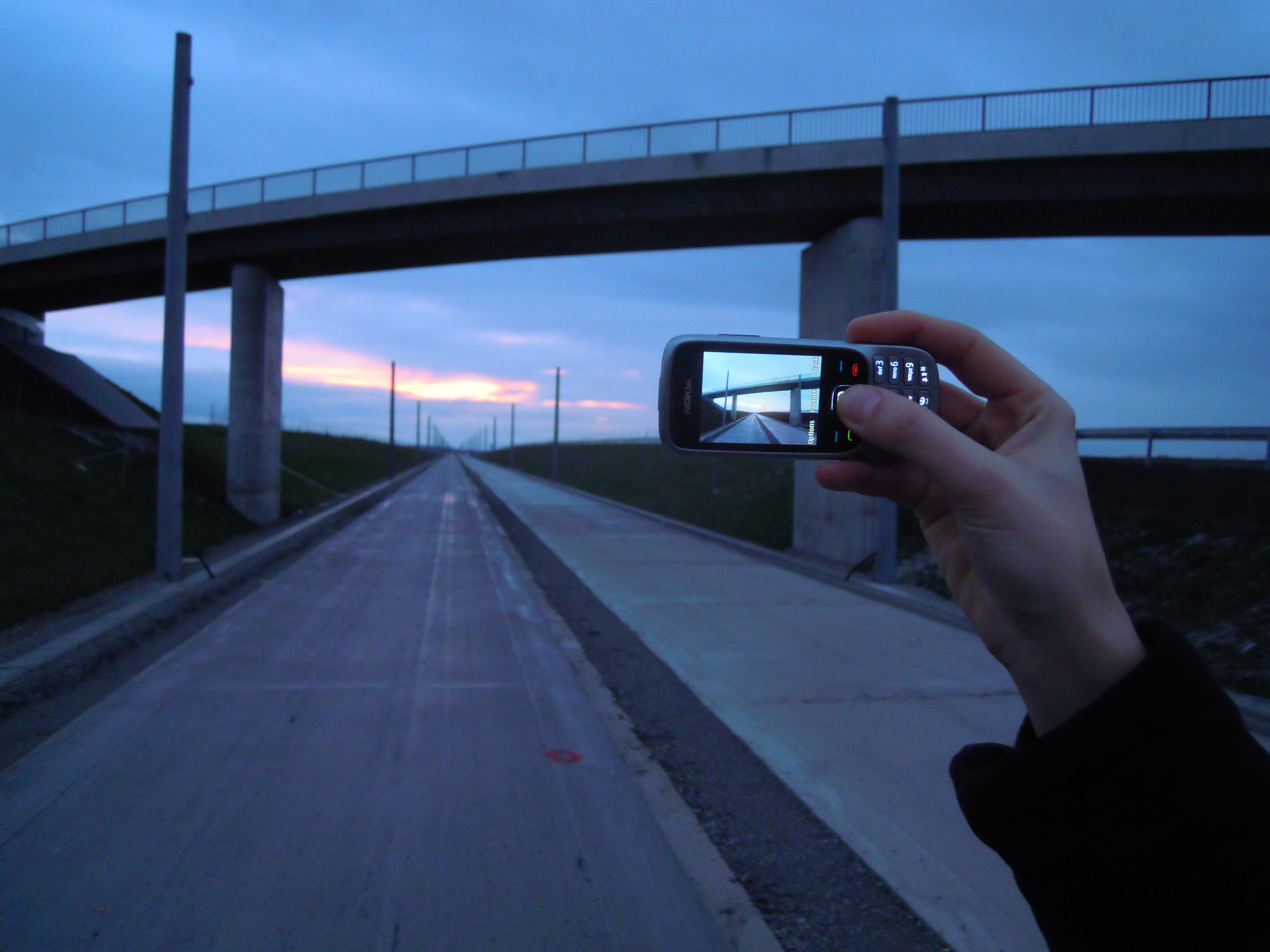
Immagine ottica

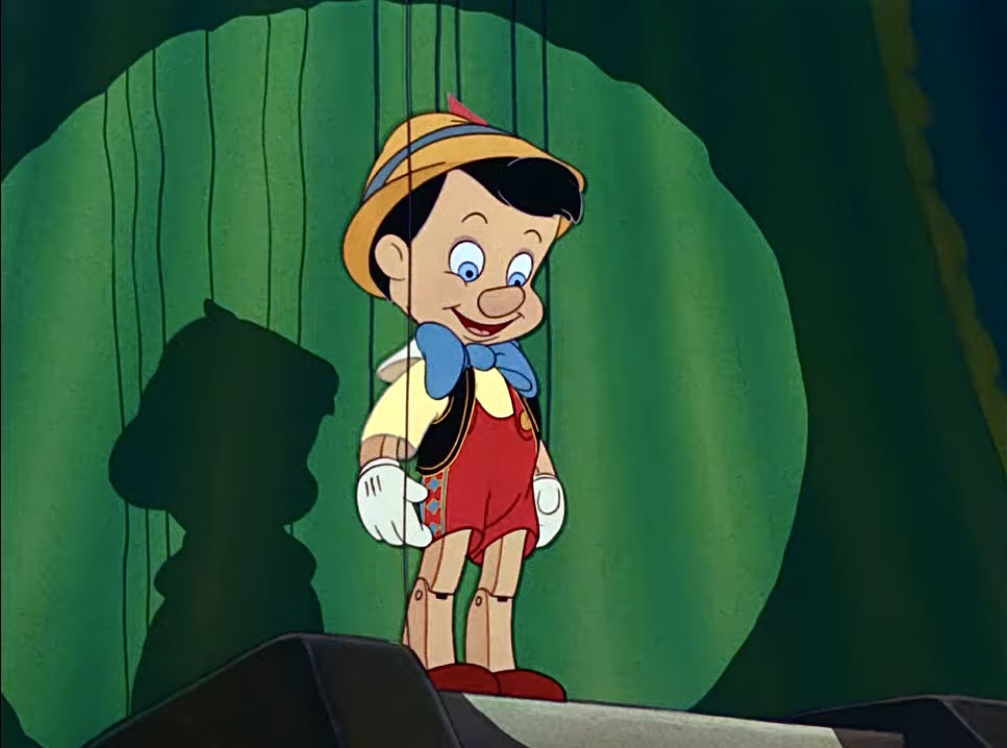
Immagine grafica

Col termine immagine (dal lat. sec. XIV imago -ìnis - ritratto, figura, disegno, illustrazione, rappresentazione) si fa un generale riferimento a tutto ciò che è percepibile tramite il senso della nostra vista (immagine retinica). Ma per quante definizioni possa contenere il termine "immagine", questa pagina è riferita essenzialmente all'accezione principale (le immagini visibili), sia di natura ottica che di natura grafica.  
Le immagini ottiche presentano la realtà fisica, così come emerge tramite la luce visibile, in modalità diretta (osservata ad occhio nudo, al binocolo, al microscopio, sullo schermo di una telecamera, ecc) o in modalità registrata (osservata in differita come fotografia, film, video, ecc).  
Le immagini grafiche invece, non possono presentare la realtà, ma eventualmente solo rappresentarla in veste e nel modo più verosimile possibile, oppure possono rappresentare una fantasia o una realtà fittizia, astratta e/o immaginaria, ricreata in ogni caso in forma di figura o di illustrazione solitamente bidimensionale (disegno a carboncino, computer grafica, pittura a olio, litografia, ecc). Le immagini grafiche sono totalmente una costruzione dell'uomo, fatta con la mano dell'uomo (disegni, pitture, ecc), e principalmente differenziate per l'informazione contenuta nell'immagine stessa. 
Tuttavia, oltre a queste, ci sono anche tante altre tipologie di immagini visibili, le quali tendenzialmente mantengono la specifica funzione di documentare la realtà, ma lo fanno in modi differenti da quello tipico dell'ottica, come ad esempio le radiografie (fotografie a raggi X, oggi digitali), le risonanze magnetiche, o le immagini dei radiotelescopi (fatte in banda radio), oppure le immagini ad ultrasuoni (sonar, ecodoppler, ecc, che usano le onde acustiche, invece di quelle elettromagnetiche). 
Nonostante il termine "Immaginario" significa privo di fondamento o privo di corrispondenza con la realtà, e sia strettamente legato/derivato al termine "Immagine", le immagini ottiche sono una chiara presentazione della realtà, e per di più basate su un importante fondamento, la luce visibile.

## Considerazioni

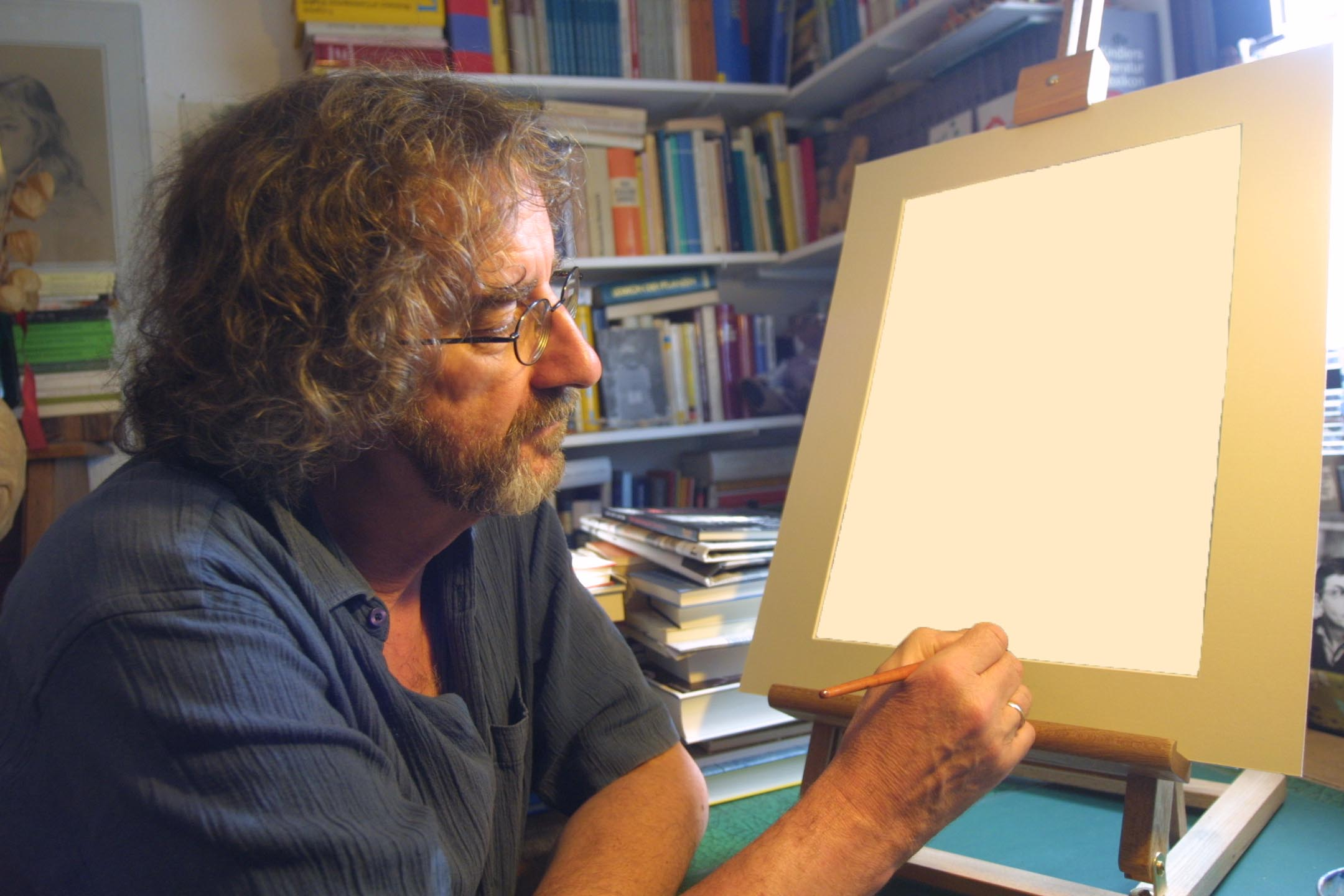
Il disegnatore

L'immagine non è il supporto fisico in sé, e sul quale può essere fissata o visualizzata, ma è l'informazione visiva (non solida), eventualmente fissata o visualizzata su un supporto fisico (o anche nell'immaginario, come ricordo o come pensiero).
Tramite le immagini si può, sia presentare la realtà fisica oggettiva (immagine ottica), che rappresentarla nel modo più o meno realistico e/o verosimile, tramite tutto ciò che è creazione grafica, ma si può anche presentare una idea del immateriale o del astratto immaginario e figurato, che non rappresenta per forza la realtà fisica come la conosciamo (arti figurative, fantascienza, ecc). E dove, la vera differenza sostanziale, è tra l'immagine ottica (presentazione della realtà) e l'immagine grafica (rappresentazione astratta o del reale). Così, quando si utilizza la grafica, tentando di "mostrare" la realtà, si può solo ed esclusivamente creare una rappresentazione fittizia della realtà (anche se molto verosimile). 
D'altronde, tutte le fotografie sono immagini della realtà, ma non tutte le immagini sono fotografie. 
Così, le immagini si potrebbero suddividere in due semplici gruppi: quelle formate dalla realtà osservabile (come ad esempio tutte le immagini ottiche) e quelle formate, create, prodotte, dalla mano dell'uomo (come ad esempio tutte le immagini grafiche). L'ottica e la grafica, sono due forme ed espressioni distinte: infatti, anche a livello legale, ad esempio, una fotografia (o un video) può essere considerata un documento di prova, mentre al contrario, un disegno, ad esempio, anche se fatto da un testimone, non può essere considerato una prova, nonostante l'impegno più forte che può essere adoperato per cercare di rappresentare la realtà nel modo più verosimile possibile. 
Invece, il racconto della memoria del testimone oculare (testimonianza), può essere considerato una prova in giudizio. L'immagine della memoria oculare, è considerata più "vera" ed attendibile di un disegno, anche se fatto bene, quasi come una fotografia. Come a ripetere che: tutte le fotografie sono immagini della realtà, ma non tutte le immagini sono fotografie. 

## Immagine ottica
Con immagine ottica si intende una immagine ottenuta mediante un sistema ottico. Tipi di immagini ottiche sono le immagini retiniche, quelle fotografiche o televisive, riprese con un obiettivo o una lente, oppure le immagini riflesse da uno specchio, o quelle rifratte da un sistema diottrico, che generalmente vengono divise tra immagini reali e immagini virtuali. 
L'immagine ottica si forma dietro la lente, replicando la realtà che si trova di fronte, ma siccome la realtà è tridimensionale, anche l'immagine è tridimensionale, però è solitamente di dimensioni inferiori, a causa della rifrazione, tantoché, a maggiore potere diottrico (o potere di rifrazione), corrisponde anche una immagine più piccola.
In più, l'immagine si forma capovolta, speculata e invertita: così, ciò che era sopra, ora è sotto, ciò che era a destra, ora è a sinistra e ciò che era lontano, ora è vicino; infatti, il piano-immagine più vicino alla lente, e che è anche il piano che determina la lunghezza focale, è proprio il piano dove convergono i raggi paralleli che arrivano dal infinito. Da questo piano, l'immagine prosegue, lungo l'asse ottico, per un'altra lunghezza focale, dove trova il piano-immagine che corrisponde al piano (nella realtà) distante due lunghezze focali dalla lente. Questo è il piano che divide in modo convenzionale la comune fotografia dalla fotografia-macro, in quanto la dimensione del oggetto reale, risulta uguale alla dimensione del oggetto nell'immagine: rapporto di ingrandimento 1:1. Oltre a questo rapporto, si entra nel campo di "lenti di ingrandimento" e "microscopi".
L'immagine ottica è costituita da infiniti punti-immagine che in teoria sarebbe possibile ingrandire in modo infinito, fino a vederne la reale consistenza atomica. Tuttavia, nella pratica ciò è impossibile, in quanto la lente stessa è limitata dalla diffrazione della sua apertura, per cui, l'immagine che forma è limitata in ingrandimento. Ciò limita ad esempio l'ingrandimento di un telescopio, oltre il quale valore l'immagine perde definizione, fino a peggiorarne la visione (c'è qualche formula che determina questo, ma anche troppe variabili a differenziarne il risultato; tuttavia, in media è circa da 1 a 2 diametri di apertura in mm, es: apertura 50 mm ≈ ingrandimento max da 50x a 100x). 
L'immagine ottica è tridimensionale e giace intorno all'asse ottico, come un kebàb giace intorno allo spiedo, ma in ogni caso la si osserva e/o la si riprende solitamente in modo bidimensionale, un piano ortogonale alla volta, una "fetta" alla volta, come succede anche nel occhio, sul piano focale della retina, oppure sullo schermo di messa a fuoco o sul piano pellicola/sensore, di una cine-foto-videocamera, ecc. Naturalmente, l'immagine ottica di una lente (o di un obiettivo) la si può osservare anche con un oculare (che funziona come una lente di ingrandimento o un debole microscopio), tuttavia finirà pur sempre sul piano bidimensionale retinico. 
Questo comporta che i punti-immagine lontani, dal piano focale scelto (tramite la messa a fuoco), appaiano di dimensioni maggiori e sempre più visibili come dei dischi (invece che punti) via-via più grandi, in proporzione alla distanza dal piano focale. 
La forma del disco riflette la forma dell'apertura della lente: se l'apertura (di solito circolare) fosse chiusa con un diaframma a forma romboidale (ad esempio), i vari punti immagine, avrebbero tutti quella forma, anche quelli apparentemente invisibili. A questo punto, siccome le fotografie come la retina del occhio, son per ora solo bidimensionali, è possibile scegliere un solo ed unico piano focale alla volta, un solo piano di messa a fuoco per ogni fotografia; e dunque, tutti gli strumenti ottici necessiatano di una regolazione del fuoco. 

### Immagine retinica

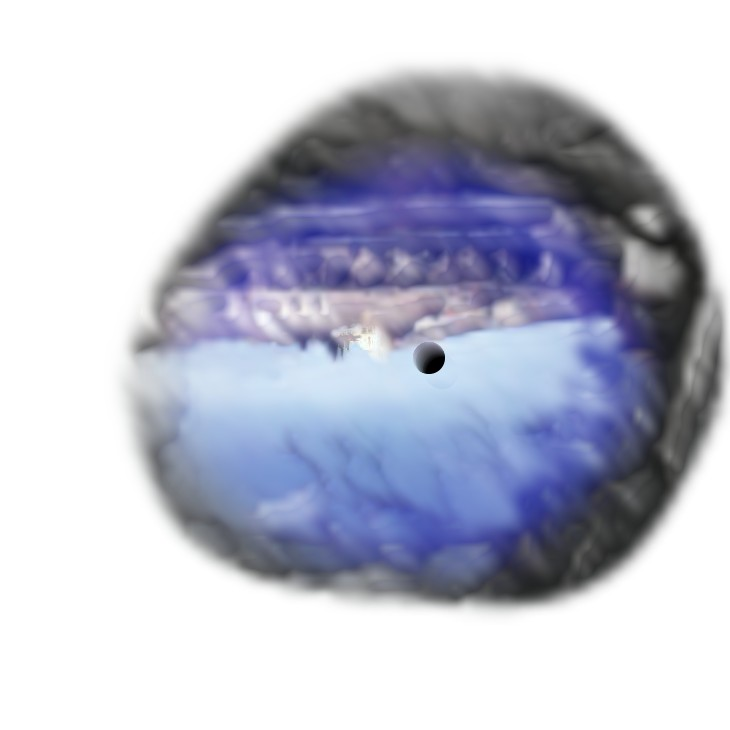
Immagine retinica (simulata)

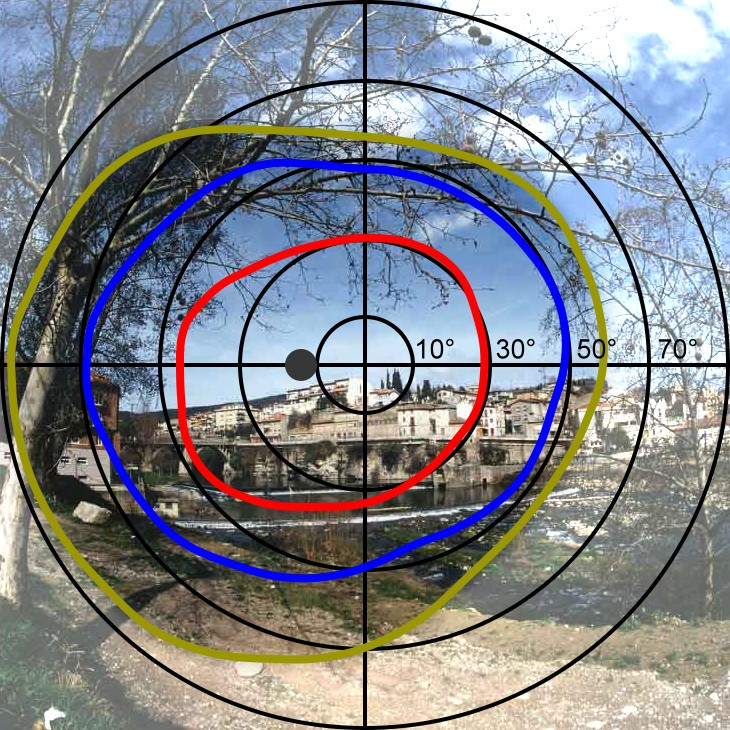
Immagine osservata (foto)

L'immagine retinica è l'immagine rifratta che si forma sulla retina, tramite la parte ottica dell'occhio che forma un sistema diottrico (esattamente come un obiettivo fotografico), composto dalla cornea, dal umor acqueo, dal cristallino e dal umore vitreo (i componenti rifrattivi). L'immagine retinica permette di vedere la realtà fisica agli esseri viventi dotati del senso della vista. 
È quindi l'immagine ottica per antonomasia, perché, attraverso di essa, è possibile vedere tutte le altre immagini visibili.

### Immagine riflessa
Un'immagine riflessa è tecnicamente considerata un'immagine ottica ottenuta mediante un sistema catottrico, per riflessione della luce. Una particolarità delle immagini catottriche è l'assenza delle aberrazioni cromatiche. Un esempio più pratico e meno tecnico di immagine riflessa, è la nostra immagine riflessa davanti allo specchio.

### Immagine rifratta
Un'immagine rifratta è un'immagine ottica ottenuta mediante un sistema diottrico. Cioè un'immagine ottica ottenuta mediante la rifrazione della luce. Un esempio di immagine rifratta è l'immagine visibile con il cannocchiale. Un tipo di immagine rifratta è l'immagine retinica.

#### Immagine reale
Con immagine reale si intende un'immagine ottica formata da raggi convergenti (se i raggi che si incontrano sono direttamente quelli riflessi o rifratti); e può essere osservata dall'occhio o raccolta su uno schermo e si può fotografare.
L'espressione "immagine reale" si contrappone all'espressione "immagine virtuale" e viceversa.

#### Immagine virtuale
Con immagine virtuale si intende un'immagine ottica formata da raggi divergenti (se si incontrano i loro prolungamenti); e non può essere raccolta su uno schermo, ma può solo essere osservata dall'occhio (es: l'immagine di un cannocchiale galileiano). 

### Immagine fotografica

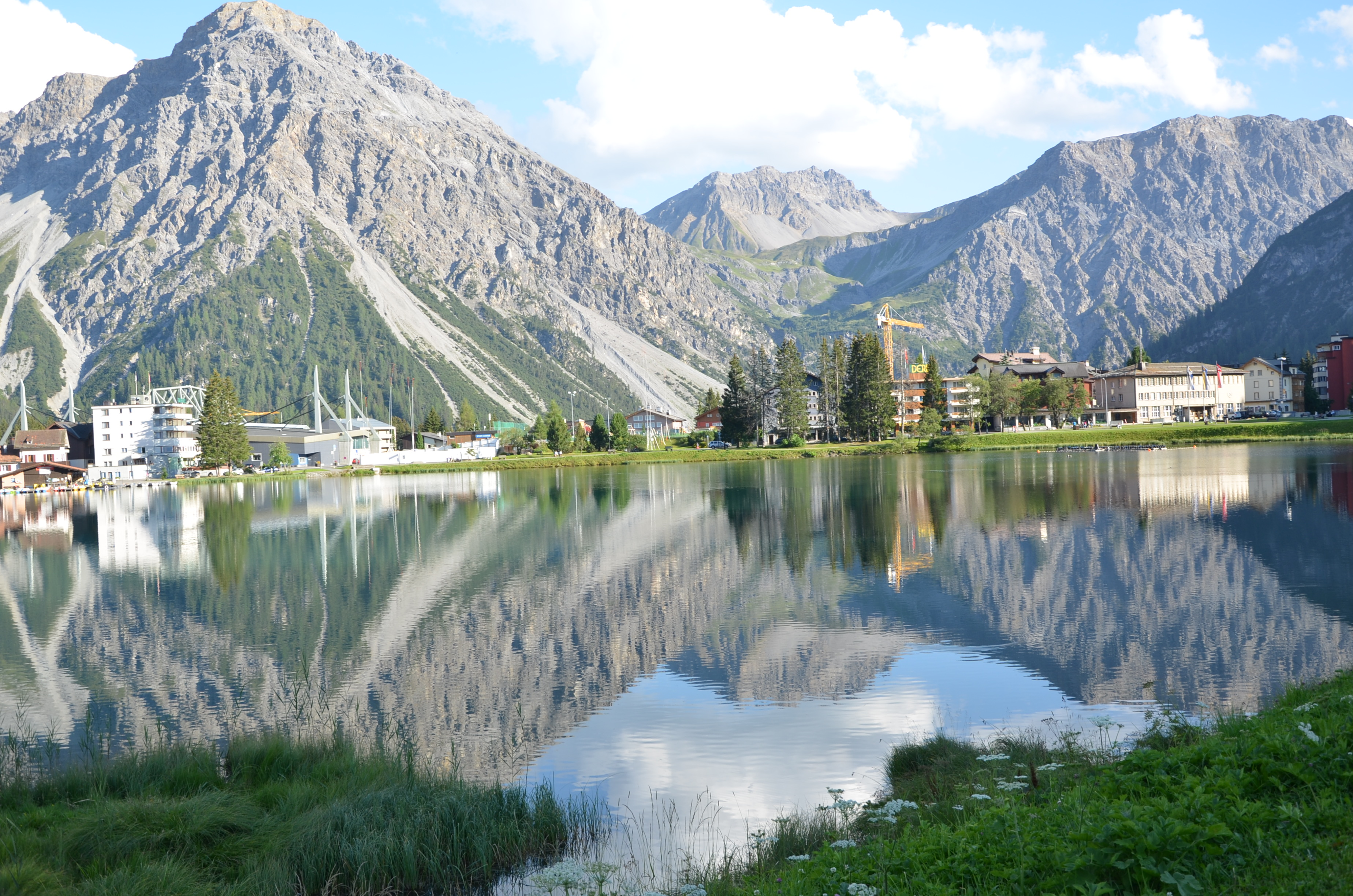
Una fotografia

L'immagine fotografica (anche detta «fotografia» o «foto») è una immagine statica bidimensionale della realtà, come ripresa ottica di un soggetto/ambiente illuminato o luminoso, eseguita tramite una fotocamera fornita di un obiettivo fotografico. Quando il supporto fotografico (pellicola, lastra o carta) non è ancora stato sviluppato, viene chiamata «immagine latente».   
Vengono considerate «immagini fotografiche» anche quelle comprese nello spettro delle radiazioni infrarosse (o termografie) e ultraviolette, benché invisibili all'occhio umano, tuttavia comprese nello spettro della luce. 
Rispetto ad una immagine grafica (disegnata a mano o con un computer), l'immagine fotografica è in grado di presentare la realtà fisica in modo documentale; infatti, in relazione all'immagine grafica, si parla eventualmente di "fotorealismo", quando si ottiene un livello di realismo vicino a quello dell'immagine fotografica, ma non è corretto parlare di immagine fotografica. Per lo stesso principio, una fotografia manipolata a livello grafico, potrebbe non essere più una fotografia, pur mantenedo un alto grado di “fotorealismo”.

### Immagine cinematografica

Spesso citato come il primo film della storia, Sallie Gardner at a Gallop di Eadweard Muybridge è del 1878

L'immagine cinematografica è la successione di varie immagini fotografiche (ottiche), proiettate nel tempo, in modo che appaia una immagine in continuo movimento. Tale ripresa è realizzata mediante la macchina da presa cinematografica (o cinepresa). Il movimento viene prodotto mostrando la successione delle fotografie riprese, su una striscia di pellicola detta pellicola cinematografica. Anche in questo caso, quando la pellicola non è ancora stata sviluppata, viene chiamata «immagine latente».
Se la successione è composta di immagini non-fotografiche, ma grafiche (es: un cartone animato o film di animazione), quell'immagine "cinematografica", può anche essere considerata un'immagine di sintesi, perché è ottenuta dalla sintesi di elementi preordinati che la compongono. Lo stesso vale per la televisione. Quindi, in generale dipende dal contenuto che viene proiettato, e in particolare, se si tratta di immagine ottica (fotografica) del reale o di immagine grafica di fantasia o di pseudo-reale.

#### Immagine video
Un'immagine video è un'immagine cinematografica che, mentre viene creata o mentre viene manipolata, assume la forma di elettricità. Esclusivamente quando viene registrata o trasmessa a distanza, l'immagine video può assumere anche altre forme. Ad esempio quando è registrata su videocassetta assume la forma di magnetismo. Oppure mentre viene trasmessa a distanza attraverso la fibra ottica, assume la forma di luce. L'immagine video può essere creata mediante la ripresa video o l'elaborazione video. Con la ripresa video si ottiene una rappresentazione, più o meno fedele, della realtà fisica. Con l'elaborazione video si ottiene un'immagine disegnata che può rappresentare o non rappresentare la realtà fisica. La ripresa video viene eseguita con la videocamera mentre l'elaborazione video viene eseguita con il computer. La visualizzazione dell'immagine video viene eseguita dal visore video o dal videoproiettore. Con il progressivo abbandono della pellicola cinematografica e la contestuale affermazione del cinema digitale, l'immagine cinematografica è sempre più spesso un'immagine video. 

### Immagine televisiva
L'immagine televisiva è un'immagine generalmente ottica, ripresa con una videocamera, che riproduce il movimento, proprio come l'immagine cinematografica, esponendo lo scorrere del tempo della realtà e trasmettendo un filmato/video tramite un sistema televisivo. Lo scopo principale è quello di trasmettere una documentazione della realtà come diretta televisiva, per far vedere al pubblico ciò che sta accadendo in quel momento e in quel posto, ma spesso ciò non è possibile e dunque viene trasmessa con un breve/lungo ritardo, detta differita televisiva. Tale produzione avviene mediante un sistema televisivo, costituito da telecamere, trasmettitori e ricevitori televisivi. 
In caso di riproduzione grafica del movimento (es: un cartone animato), può essere considerata un'immagine di sintesi, perché dall'immagine originale si ricavano una serie di elementi preordinati che la descrivono; in seguito tali elementi vengono prima trasmessi a distanza e poi utilizzati per creare l'immagine televisiva.

#### Immagine elettromeccanica
Un'immagine elettromeccanica è un'immagine della televisione elettromeccanica.

#### Immagine elettronica
Un'immagine elettronica è un'immagine "generata" da un'apparecchiatura elettronica: sia l'apparecchio di ripresa delle immagini ottiche, sia quello di visione (TV, monitor, display, ecc), sono realizzati con dispositivi elettronici. Un esempio di immagine elettronica è l'immagine televisiva della televisione elettronica; altro esempio è l'eventuale immagine di sintesi generata da un computer.

## Immagine grafica

Immagine grafica in movimento

L'immagine grafica è un'immagine disegnata (in modo più o meno permanente) su un supporto fisico, in modo manuale (con una matita, un pennello, ecc) o in modo elettromeccanico (col computer). Esempi di immagini disegnate su supporti sono le immagini su quadri dipinti a mano.  
Un'immagine grafica in movimento viene realizzata visualizzando in successione una serie di immagini grafiche fisse. Tipi di immagini grafiche sono l'immagine disegnata e l'immagine di sintesi.

### Immagine disegnata

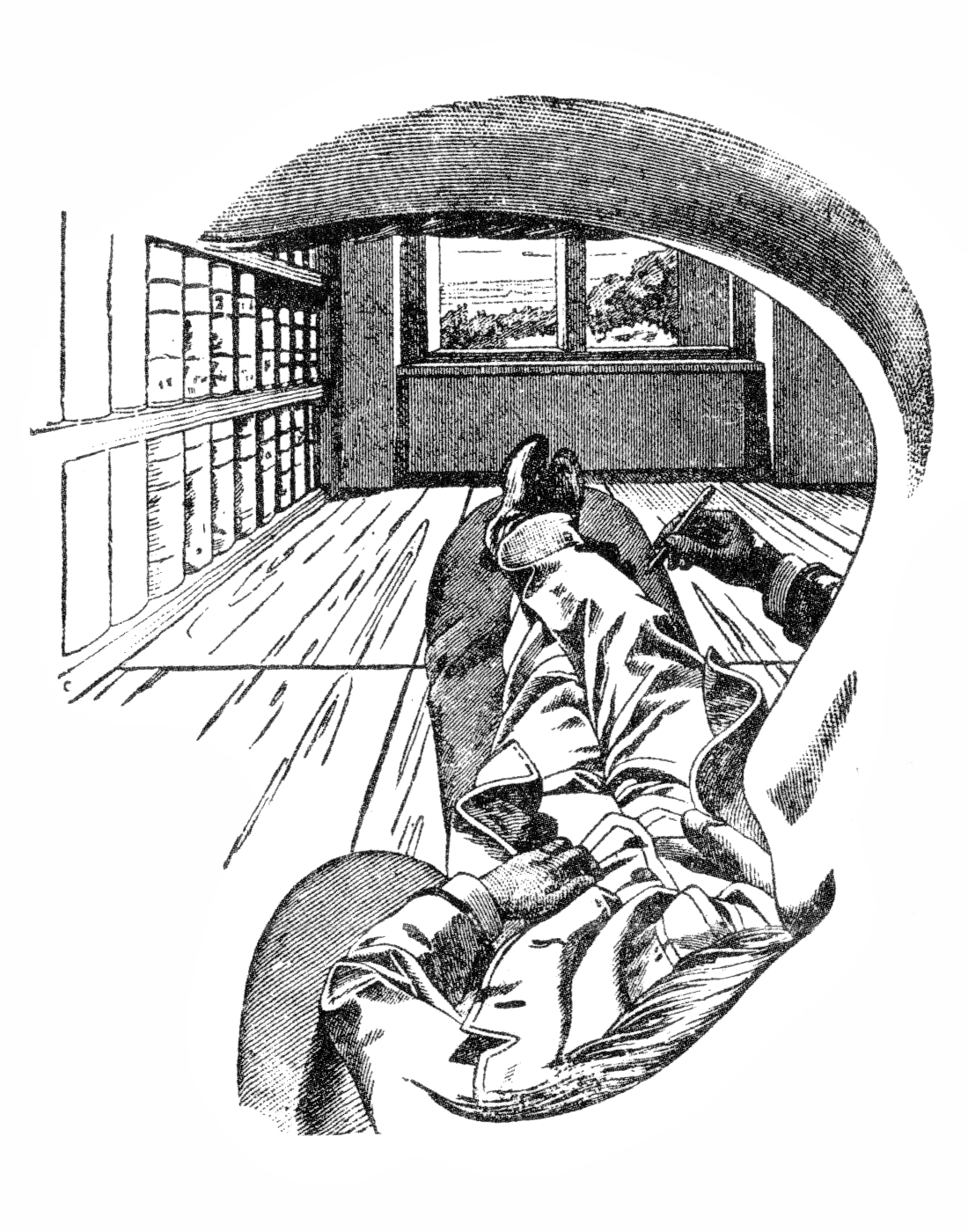
Un disegno

Un'immagine disegnata (anche chiamata "disegno") è un'immagine grafica prodotta mediante il tracciamento di segni, su di un foglio da disegno o altro supporto simile o analogo, la cui forma e posizione sono decise dal disegnatore secondo le sue capacità artistiche o in base ad altri concetti, come ad esempio a calcoli matematici. 
Tipi di immagini disegnate sono l'immagine dipinta, l'immagine litografica, il disegno animato, il disegno a carboncino o a matita, ecc.

### Immagine dipinta

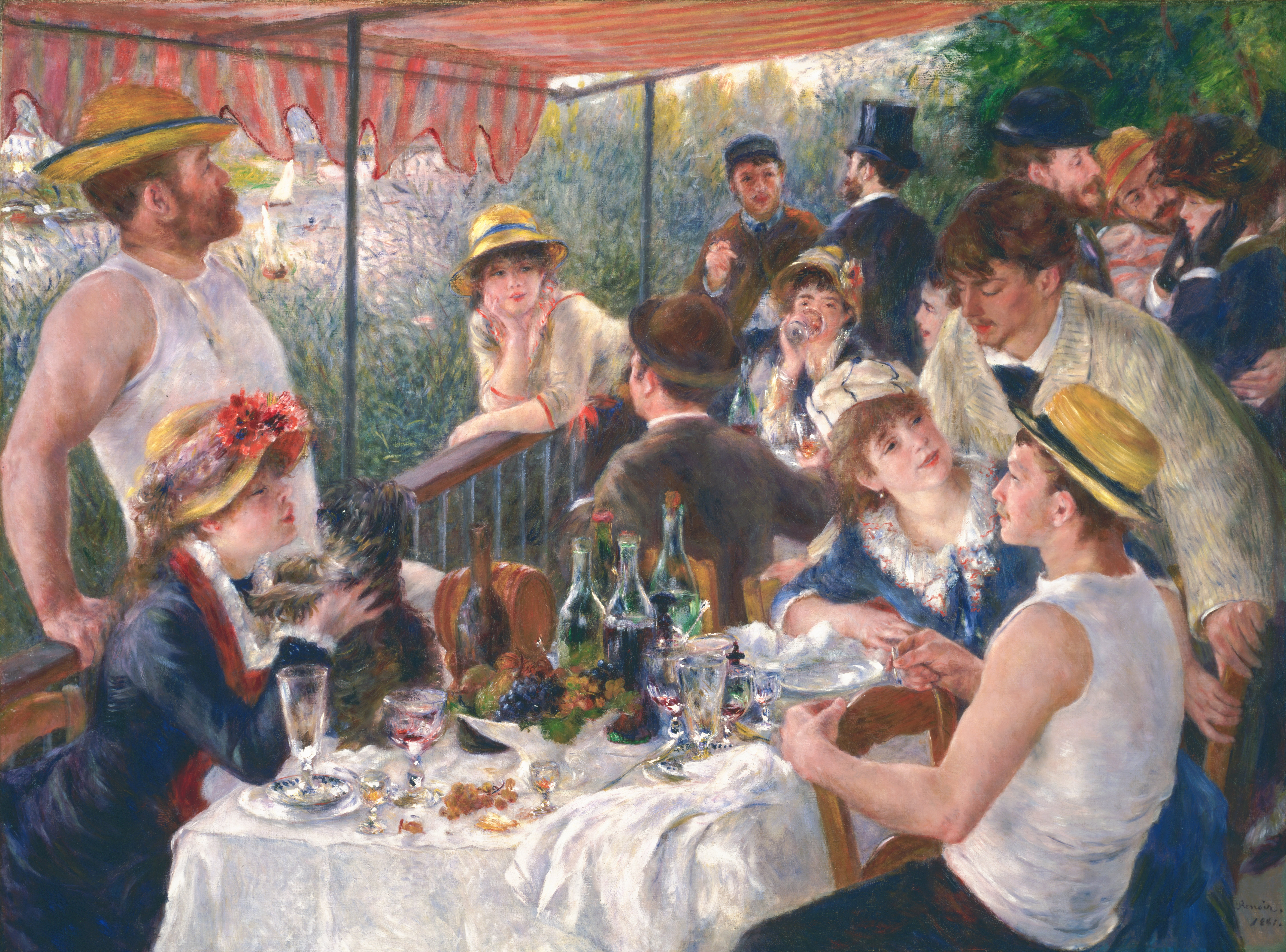
Un dipinto a olio su tela

Un'immagine dipinta (anche chiamata "dipinto") è un'immagine disegnata mediante la pittura. La realizzazione di immagini dipinte è una delle forme d'arte più apprezzate e celebrate. Ne è nato quindi un mercato dove le immagini dipinte dai pittori più apprezzati possono essere valutate anche milioni di euro. Tipi di immagini dipinte sono il dipinto ad olio, l'acquerello, l'affresco. Considerando il supporto fisico su cui viene fissata l'immagine, si distingue invece il dipinto su muro (anche chiamato "dipinto murale"), il dipinto su tavola, il dipinto su tela.

### Immagine litografica
Un'immagine litografica è un'immagine disegnata e riprodotta mediante la litografia.

### Immagine di sintesi
Un'immagine di sintesi (anche chiamata "immagine sintetica") è un'immagine grafica ottenuta dalla sintesi di elementi preordinati che la compongono o la descrivono. Il processo di generazione di immagini di sintesi è chiamato "sintesi di immagini". Un esempio di immagine di sintesi è l'immagine grafica generata dal computer, da un essere umano o da una intelligenza artificiale. Tale generazione avviene oggigiorno mediante la computer grafica. Tipi di immagini generate al computer sono l'immagine vettoriale e l'immagine bitmap. 

#### Immagine elettronica
Un'immagine elettronica è un'immagine "generata" da un'apparecchiatura elettronica: un esempio è l'immagine di sintesi generata con un computer. 

## Altre caratteristiche
Le immagini possono avere caratteristiche peculiari o in comune, sia che si tratti di una immagine ottica o grafica, e quindi essere un'immagine fissa o in movimento, in bianco e nero o a colori, bidimensionale o tridimensionale. 

### Immagine fissa
Un'immagine fissa, anche chiamata "immagine statica" (o "fermo immagine", in tecnica video), è un'immagine che non varia nel tempo.
Un esempio di immagine fissa è quella del proiettore di diapositive che proietta una immagine sullo schermo da proiezioni.

### Immagine in movimento
Un'immagine in movimento (anche chiamata "immagine dinamica") è un'immagine che varia nel tempo. 
Un esempio, è l'immagine in movimento che il proiettore cinematografico proietta sullo schermo.

### Immagine in bianco e nero
L'immagine in bianco e nero è una immagine monocromatica, che presenta la totale assenza di cromie, in quanto è costituita solo di valori compresi nello spettro del grigio (in scala di grigi), tra il bianco e il nero, e dove, i colori bianco e nero, sono considerati acromatici (senza colore). 
Un classico esempio di immagine in bianco e nero, è quella di un disegno a carboncino fatto su un foglio bianco, oppure è un'immagine fotografica in bianco e nero (b/n), fatta con pellicola trasparente a singola emulsione fotosensibile in alogenuri d'argento. Ovviamente è possibile ottenere immagini fotografiche in bianco e nero, anche con le fotocamere digitali, eliminando i valori cromatici del sensore; tutta via, esistono alcuni modelli di fotocamere con sensori sviluppati espressamente per il bianco e nero, tipo la Leica M Monochom.

### Immagine a colori
L'immagine a colori è quella che presenta i colori come siamo abituati a vederli: i nostri occhi sono costituiti per differenziare tre colorazioni particolari della luce, il giallo, il verde e l'indaco; tramite questa distinzione possiamo vedere oltre 1 milione di sfumature, nello spettro visibile.  
Spesso, l'espressione "immagine a colori" è usata in contrapposizione all'espressione "immagine in bianco e nero" e viceversa. 

### Immagine bidimensionale
Un'immagine bidimensionale è un'immagine rappresentata in solo due dimensioni: larghezza e altezza.

### Immagine tridimensionale
Un'immagine tridimensionale è un'immagine rappresentata su tre dimensioni: larghezza, altezza e profondità. 
Ogni immagine ottica della realtà è sempre una immagine tridimensionale, che poi viene osservata in modo bidimensionale, tramite la retina dell'occhio o una fotografia, ecc. e dove la profondità è visibile in una qualche modalità di effetto ottico (profondità di campo).

### Immagine digitale
Con immagine digitale, si intende una immagine ottica digitalizzata tramite un sensore a pixel attivi (fotografia digitale, cinema digitale, televisione digitale, ecc), ma questo vale anche per altri tipi di immagini, tipo le radiografie digitali, le ultrasoniche digitalizzate, ecc; oppure si intende una immagine grafica creata dalla mano dell'uomo tramite un computer grafico o attrezzatura similare.

## Altre immagini
Ci sono anche varie tipologie di immagini visibili, o rese visibili per vari scopi, differenti da quelle ottiche, come ad esempio le radiografie, le risonanze magnetiche, le immagini dei radiotelescopi e quelle ad ultrasuoni, che fanno comunque parte delle immagini della realtà, come le fotografie, e quindi non rientrano tra le immagini grafiche create dall'uomo, come un dipinto ad olio su tela.

### Immagine radiografica

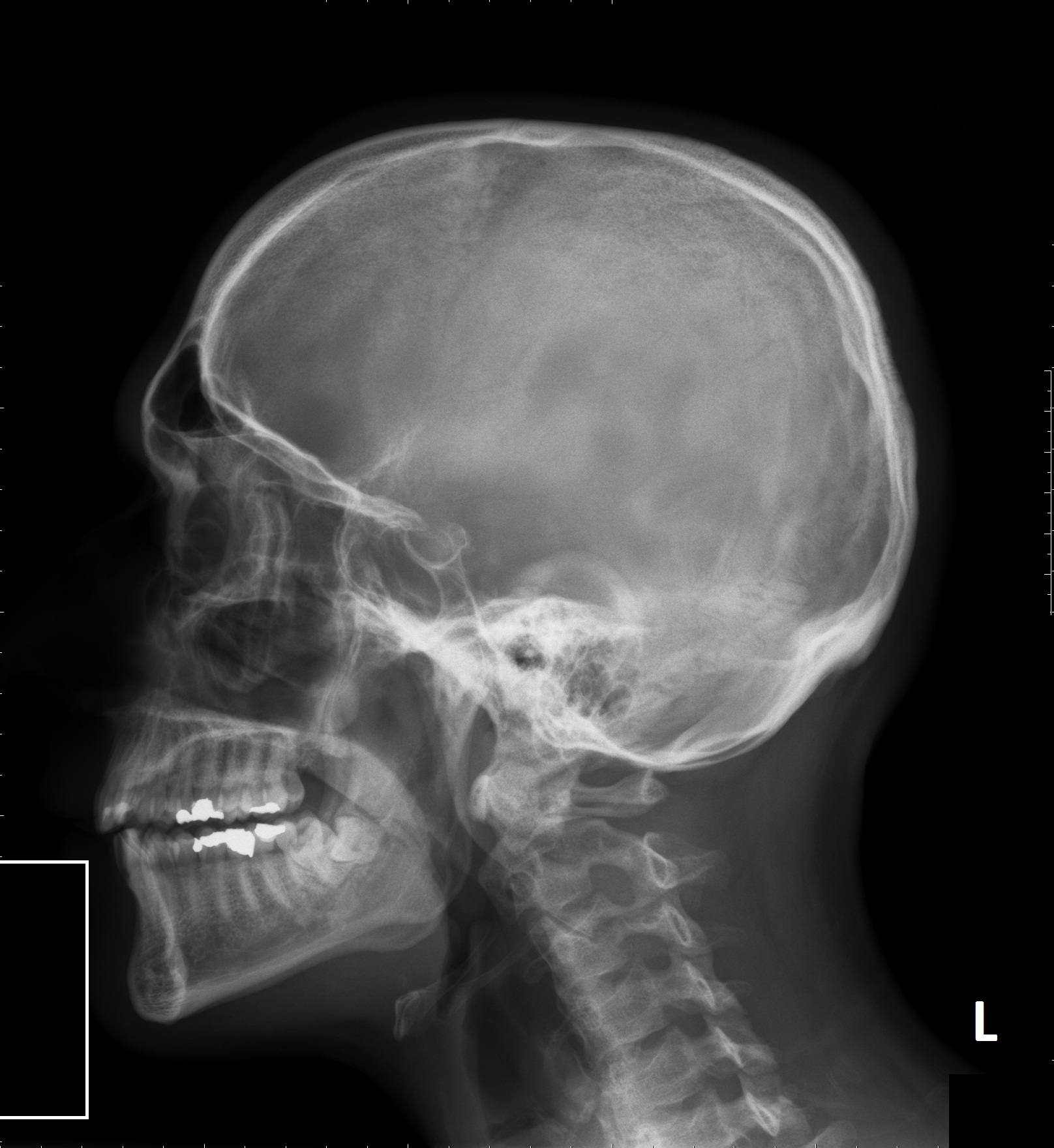
Radiografia di un cranio umano in laterale.

Le radiografie, non sono immagini ottiche, come le fotografie, dove il soggetto della foto è esso stesso la sorgente di luce (anche se riflessa) che impressiona la pellicola; nella radiografia il soggetto è posizionato tra la sorgente di luce (la riazione X) e la lastra fotografica che verrà impressionata dalla radiazione passante: l'assorbimento delle varie parti del corpo (in genere le ossa) disegnano l'immagine nelle parti chiare.
Le radiografie, oggi, sono perlopiù digitali. 

### Immagine ecografica
Le immagini di sonar o di eco-doppler, non sono immagini ottiche, ma piuttosto una sorta di immagini grafiche che in qualche modo presentano la realtà, dello spazio tridimensionale analizzato, come mappatura della riflessione dei suoni, rispettivamente a frequenza ultrasonica bassa (da ~ 80 a 600 KHz) e a frequenza ultrasonica alta (tra 2 e 15 MHz).

## Immagini come linguaggio
Da sempre le immagini hanno costituito una sorta di linguaggio dotato di segni che assumono significati particolari. Il linguaggio delle immagini è intrinsecamente indeterminato, dotato di segni che assumono valore simbolico in relazione al significato che attribuiamo a ciò che osserviamo o al valore pragmatico degli scopi della comunicazione. Il linguaggio delle immagini è altamente evocativo e, in ambito multimediale, queste e la comunicazione visiva rivestono un ruolo fondamentale. Infatti, le immagini nella comunicazione multimediale costituiscono una sorta di linguaggio (visuale) che si affianca e si integra con quello testuale, possono diventare metafore, allegorie visive che potenziano l'usabilità dei sistemi interattivi o riproducono con esattezza di dettagli il reale.